# Lilla Kungsbackens naturreservat
Lilla Kungsbacken är ett naturreservat  i Vaggeryds kommun i Jönköpings län i Småland.
Området är skyddat som naturreservat sedan 1996 och är 10 hektar stort. Det är beläget 6 kilometer sydväst om Månsarps kyrka och består mest av en myrholme och barrskog.
Lilla Kungsbacken skyddades redan 1937 som domänreservat men 1996 blev området avsatt som naturreservat. Hela området är en större myrholme som främst omgärdas av en mosse samt jordbruksmark. Holmen höjer sig 15 meter över myrplanet. I väster är området skilt från fastmarken av Gräleboån. Trädskiktet är både gammalt och har olika åldrar av gran och tall. Många träd är 170 år gamla. Där finns död ved med torrakor och lågor. Marken på de högre partierna täcks av mossor och blåbärsris. Området hyser många känsliga arter av framför allt lavar och insekter.
I reservatet finner man bl.a. hänglav, sotlav och ärgspik liksom ett rikt fågelliv.